# Jakoubek z Vřesovic
Jakoubek z Vřesovic, deutsch Jakob von Wrzessowitz, († um 1461) war ein Adeliger aus Mähren, Heerführer in den Hussitenkriegen und Diplomat.

## Leben

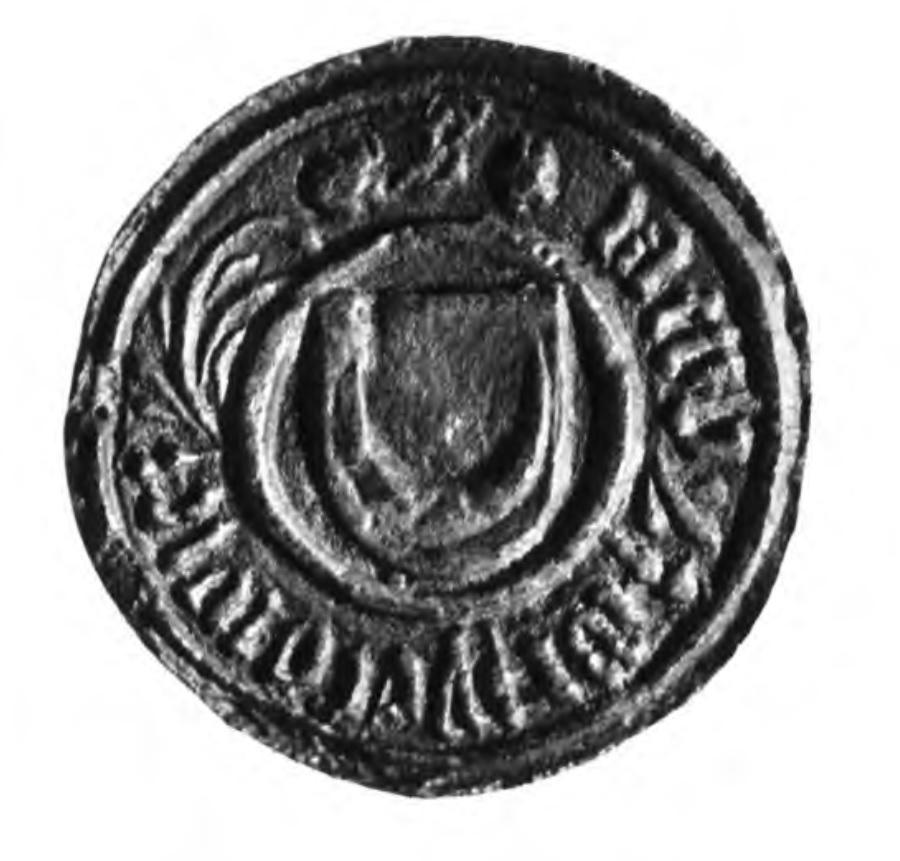
Siegel von Jakob von Wrzessowitz

Der verarmte mährische Landedelmann kam in der Zeit der Hussitenkriege nach Böhmen und schlug sich nach dem Tod Wenzels IV. auf die Seite der Taboriten. Dort wurde er mit der Zeit eine der Führungspersönlichkeiten der Hussiten und nach dem Tod von Jan Žižka einer der Hauptmänner in Tábor und in Bilin.
Jakoubek eroberte 1426 Aussig  und hielt es zehn Jahre lang. Er führte ebenfalls Eroberungszüge in Sachsen und Bayern an. 1432 nahm er an den Verhandlungen der Hussiten mit Vertretern des Basler Konzils in Eger teil. Bis zur Wahl Sigismunds zum böhmischen König stand er an der Seite der Waisen, zählte dann nach der Wahl zu den Königstreuen. Als Geschenk erhielt er in Böhmen die Grundherrschaften des Klosters in Teplitz, Ploschkowitz und Theusing.
Unter der Herrschaft Albrechts II. von Habsburg wurde Jakoubek zum Hauptmann des Kreises Saaz und Leitmeritz ernannt und mit diplomatischen Aufgaben beauftragt. Nach 1448 unterstützte er die Wahl Georgs von Podiebrad zum König und häufte ein Vermögen an, Grundstein des Geschlechts Wrssowecz (in Böhmen) aus dem Haus der Sekerka von Sedczicz, (Wrschowetz von Werschowitz-Sekerka und Sedczicz).
Zeitgenossen sahen in ihm oft weniger einen Hauptmann der Hussiten als vielmehr den Befehlshaber von Söldnern, der nach Jaromir Malý (1885–1955), Redakteur und Schriftsteller, „tapfer, durchtrieben und kämpferischer Natur, in seinen Ansichten jedoch unstet und zu sehr auf sein eigenes Wohl bedacht war“. Jakoubek gehörte demnach zu denjenigen Hussiten, die den Eigennutz über die ideellen Ziele der Reform-Bewegung stellten.